# 视觉皮层
视觉皮层（英文：Visual cortex）是指大脑皮层中主要负责处理视觉訊息的部分，位于大脑后部的枕叶。人类的视觉皮层包括初级视皮层（V1，亦称纹状皮层（Striate cortex））以及纹外皮层（Extrastriate cortex，例如V2，V3，V4，V5等）。初级视皮层位于Brodmann17区（楔叶），纹外皮层则包括Brodmann18区和Brodmann19区。
左右两个大脑半球各有一部分视觉皮层，左半球的视觉皮层从右视野接收訊息，而右半球的视觉皮层从左视野接收訊息。

## 概况
视觉皮层位于大脑枕叶的距状裂周围，是一种典型的感觉型粒状皮层（Koniocortex cortex）。它的输入主要来自于丘脑的外侧膝状体。
在“双流假说”模型中，初级视皮层（V1）的输出訊息出送到两个渠道，分别成为背侧流（Dorsal stream）和腹侧流（Ventral stream）。
- 背侧流起始于V1，通过V2，进入背内侧区和中颞区（MT，亦称V5），然后抵达后顶叶皮层（英语：Posterior parietal cortex）。背侧流常被称为“空间通路”（Where/How pathway），参与处理物体的空间位置訊息以及相关的运动控制，例如眼跳（saccade）和伸取（Reaching）。

- 腹侧流起始于V1，依次通过V2，V4，进入颞下回。该通路常被称为“内容通路”（Who/What pathway），参与物体识别，例如面孔识别。该通路也于长期记忆有关。